# Three Springs (ort i Australien, Western Australia, Three Springs)
Three Springs är en ort i Australien. Den ligger i kommunen Three Springs och delstaten Western Australia, omkring 270 kilometer norr om delstatshuvudstaden Perth. Antalet invånare är 394.
Trakten runt Three Springs är nära nog obefolkad, med mindre än två invånare per kvadratkilometer.. Three Springs är det största samhället i trakten.
Trakten runt Three Springs består till största delen av jordbruksmark.  Genomsnittlig årsnederbörd är 449 millimeter. Den regnigaste månaden är juli, med i genomsnitt 71 mm nederbörd, och den torraste är februari, med 7 mm nederbörd.